# جيمس وليامز (لاعب كرة قدم أمريكية)
جيمس وليامز (بالإنجليزية: James Williams)‏ هو لاعب كرة قدم أمريكية أمريكي، ولد في 30 مارس 1967 في أوسيولا في الولايات المتحدة.

## وصلات خارجية
- جيمس وليامز على موقع مرجع كرة القدم المحترفة.كوم (الإنجليزية)